# Локомотиви V-100
Локомотивите V–100 (на немски: DR-Baureihe V 100) са производство на източногерманските локомотивни фабрики VEB Lokomotiv und Elektrotechnishe Werke „Hans Beimler“ – Hennigsdorf bei Berlin (днес AEG – Schienenfahrzeuge) и VEB Lokomotivbau Karl Marx Babelsberg (днес несъществуваща). Те са четириосни и са предназначени за тежка маневрена работа. Локомотиви от този тип са изнасяни за железниците на Чехословакия и Китай, също и за различни промишлени предприятия. Произведени са общо 1145 единици от този клас:
- 2 броя прототипа (1964);
- 867 броя тип V 100.1 (серия DR V100.0, впоследствие серия 110.0) – (1965-78);
- 59 броя тип V 100.2 за Китай – (1974–76);
- 131 броя тип V 100.3 за Китай – (1977–82);
- 68 броя тип V 100.4 (серия DR 111 – 37 локомотива, останалите за различни промишлени предприятия) – (1981–83);
- 18 броя тип V 100.5 (като DR 110.9 – 11 локомотива 1976–83 и серия CSD T476 – 7 локомотива) – (1981);

## История
Локомотивът е създаден в средата на 60-те години за замяна на парните локомотиви в Deutsche Reichsbahn в Източна Германия. През 1964 г. е построен първият прототип (със синя ливрея) с двигател 900 к.с. (671 кВт), еднакъв със серия DR V-180. Нa следващата година е построен вторият прототип (с червена ливрея) с двигател 1000 к.с. (746 кВт). Двете машини не са взети от Deutsche Reichsbahn и по-късно са унищожени при избухнал голям пожар в завода в Котбус.
По-късно е построен още един прототип през 1966 г. (с номер V-100 003), като това е най-старият запазен локомотив от серията. През следващите години V-100 навлиза по цялата територия на Източна Германия, обслужвайки всякакви по вид влакове. При преномерацията в DR през 1970, серия V-100 става серия 110. Последният от основната серия от 867 локомотив за DR е построен през 1978 г. (№ № 110 001-171 и 110 201-896).
Следващите доставки за DR са 11 специални локомотива подсерия 110.9, с повишена мощност за обслужване на машини за поддръжка и за снегорини. Последната доставка е от 37 локомотива серия 111 за маневра, като на мястото на котела за влаково отопление е монтиран допълнителен баласт за увеличаване на сцеплението.
След Обединението на Германия (1990) и сливането на DR s DB все още действащите локомотиви са преномерирани по следния начин:
- DR 108–110 – DB 298;
- DR 110.9 – DB 710;
- DR 111 – DB 293 (DR 110 без котел за отопление, за тежка маневрена работа);
- DR 112 – DB 202 (DR 110 с двигатели с мощност 883 kW);
- DR 114 – DB 204 (DR 110 с двигатели с мощност 1100 kW);
- DR 115 – DB 204 (DR 114 с двигатели с мощност 1029 kW);
- DR 199 – DB 299 (10 локомотива за междурелсие 1000 mm).
- DB 203 е серия от изцяло модернизирани локомотиви от DR 112 (DB 202) с двигатели с мощност 1380 kW.

## В България
Единствен собственик на локомотивите V-100 в България е DB Карго България. Оперират основно на територията на предприятието „Аурубис България“. До 2017 г. те са експлоатирани с номерата, които носят в Германия. След това са номерирани както следва:
| Фабр. номер | Експлоатационен номер в DR | Експлоатационен номер в DR | Експл. номер в DВ   | Експл. номер в България     | Експл. номер в България | Бележки |
| Фабр. номер | първоначален номер         | след преустройство         | Експл. номер в DВ   | Първоначално (2010-2017 г.) | след 2017 г.            | Бележки |
| ----------- | -------------------------- | -------------------------- | ------------------- | --------------------------- | ----------------------- | --- |
| 11903/1968  | 110 065-0                  | –                          | 201 065-0 298 065-4 | –                           | –                       | Донор за рез. части, намира се в Карлово. |
| 12875/1971  | 110 366-2                  | 114 366-8                  | 204 366-9           | 98 52 0204 366-9            | 98 52 17 56 366-9       | Работи на Пристанище Русе. |
| 12908/1971  | 110 399-3                  | 114 399-9                  | 204 399-0           | 98 52 0204 399-0            | 98 52 17 56 399-0       | Работи в Пирдоп. |
| 13521/1972  | 110 482-7                  | 114 482-3                  | 204 482-4           | –                           | –                       | От 2011 г. в Румъния с № 92 53 0845 001-2. От 2016 г. донор за рез. части в България. От декември 2021 г. се намира в Германия.                        |
| 13524/1972  | 110 485-0                  | 114 485-6                  | 204 485-7           | 98 52 0204 485-7            | 98 52 17 56 485-7       | От 2002 г. в Румъния с № V100.01. От 2016 г. в Пирдоп, България. От декември 2021 г. се намира в Германия (донор за рез. части)                        |
| 13531/1972  | 110 492-6                  | 114 492-2                  | 204 492-3           | –                           | –                       | От 2003 г. в Нидерландия с име „Jacob Roggeveen“ (2012 – 2016 г.) – в Румъния (донор за рез. части), от 2016 г. се намира в Карлово за рез. части      |
| 13910/1973  | 110 592-3                  | 114 592-9                  | 204 592-0           | –                           | –                       | От 2010 г. в Румъния (донор за рез. части). От 2016 г. в Карлово (за рез. части). Нарязан декември 2021 г.                                             |
| 13923/1973  | 110 605-3                  | 114 605-9                  | 204 605-0           | 98 52 0204 605-0            | 98 52 17 56 605-0       | От 2010 г. в Румъния с № 92 53 0845 002-0. От 2016 г. в Пирдоп, България. От декември 2021 г. се намира в Германия (донор за рез. части)               |
| 13925/1973  | 110 607-9                  | 114 607-5                  | 204 607-6           | 98 52 0204 607-6            | 98 52 17 56 607-6       | От 2010 г. в Пирдоп, България. От декември 2021 г. се намира в Германия (донор за рез. части)                                                          |
| 13934/1973  | 110 616-0                  | 114 616-6                  | 204 616-7           | 98 52 0204 616-7            | 98 52 17 56 616-7       | От 2003 г. в Нидерландия с име „Frans Naerebout“. 2009 – 2010 г. – в Румъния. От 2010 г. се намира в България. Работи в „Стомана-Индъстри“ АД - Перник |
| 13944/1973  | 110 626-9                  | 114 626-5                  | 204 626-6           | 98 52 0204 626-6            | 98 52 17 56 626-6       | От 2002 г. в Нидерландия с име „Johan Evertsen“. През 2009 г. – в Румъния. От 2010 г. се намира в България. Работи в „Стомана-Индъстри“ АД - Перник    |
| 13959/1974  | 110 641-8                  | 114 641-4                  | 204 641-5           | –                           | –                       | От 2010 г. се намира в България. От 2016 г. в Румъния с № 92 53 0845 006-1. Вероятно нарязан.                                                          |
| 14361/1974  | 110 660-8                  | 114 664-4                  | 204 660-5           | 98 52 0204 660-5            | 98 52 17 56 660-5       | От 2004 г. в Румъния с № V100.05. От 2010 г. в Пирдоп, България. Спрян от движение, намира се в Карлово.                                               |
| 14372/1974  | 110 671-5                  | 115 671-1                  | 204 671-2           | 98 52 0204 671-2            | 98 52 17 56 671-2       | От 2010 г. в Румъния с № 92 53 0845 003-8. От 2016 г. в България. От декември 2021 г. се намира в Германия (донор за рез. части).                      |
| 14399/1974  | 110 698-8                  | 114 698-4                  | 204 698-5           | 98 52 0204 698-5            | 98 52 17 56 698-5       | От 2002 г. в Румъния с № V100.02. От 2010 г. в Пирдоп, България. Спрян от движение, намира се в Карлово.                                               |
| 14411/1974  | 110 710-1                  | 114 710-7                  | 204 710-8           | 98 52 0204 710-8            | 98 52 17 56 710-8       | От 2002 г. в Румъния с № V100.03. От 2010 г. в Пирдоп, България.                                                                                       |
| 14424/1974  | 110 723-4                  | 114 723-0                  | 204 723-1           | –                           | –                       | От 2002 до 2009 г. в Унгария. От 2009 до 2016 г. в Румъния с № 92 53 0845 005-3. От 2016 г. в България (донор за рез. части), намира се в Карлово.     |
| 14459/1974  | 110 758-0                  | 114 758-6                  | 204 758-7           | –                           | –                       | От 2002 до 2011 г. в Румъния с № V100.04. От 2011 г. с № 92 53 0845 006-1. От 2016 г. в България (донор за рез. части), намира се в Карлово.           |
| 14470/1975  | 110 769-7                  | 114 769-3                  | 204 769-4           | –                           | –                       | От 2004 до 2010 г. в Румъния с № V100.06. От 2010 г. в България (донор за рез. части), намира се в Карлово.                                            |
| 15075/1975  | 110 803-4                  | 114 803-0                  | 204 803-1           | –                           | –                       | От 2010 до 2016 г. в Румъния с № 92 53 0845 004-6. От 2016 г. в България (донор за рез. части).                                                        |
| 15077/1975  | 110 805-9                  | 114 805-5                  | 204 805-6           | 98 52 0204 805-6            | 98 52 17 56 805-6       | 2010 – 2021 г. в България. От декември 2021 г. се намира в Германия (донор за рез. части).                                                             |